# 赤井御門守
赤井御門守（あかいごもんのかみ）は、落語に登場する架空の人物である。御大名の御殿様であることをしめしている。石高は「12万3,456石7斗8升9合1つかみ半分」とされることが多い。三太夫と共に行動することが多いが、現代の時代劇もしくは時代劇をもとにしたコントの「殿様と家老」の原型であるという指摘がある。

## 名前の由来
赤井という苗字を持つ大名家も御門守という官職名も存在しない。この名前の由来は、赤門を構えられる程の格式の立派な御大名であるという意味にあり、ときおり演者が高座で語ることもある。赤門は御守殿門を指し、将軍家の息女が降嫁するとその住居である御守殿とともに建造された。

## 登場する噺
「妾馬」「火焔太鼓」「粗忽の使者」「目黒のさんま」といった噺に登場する。